# Жерлов, Георгий Кириллович
Жерлов Георгий Кириллович (12 февраля 1949 года — 13 июля 2008 года) — доктор медицинских наук, профессор, член-корреспондент Российской академии естествознания, основатель первого в Сибири научно-исследовательского института гастроэнтерологии (НИИ гастроэнтерологии СО РАМН), заслуженный врач РФ (1996), заслуженный деятель науки РФ (2004).
Автор 13 научных монографий, более 500 научных статей, более 40 изобретений в области гастроэнтерологии. Разработал несколько десятков новых хирургических технологий, которые помогают лечить сложнейшие заболевания пищеварительного тракта.
Имя Г. К. Жерлова присвоено НИИ гастроэнтерологии СибГМУ.

## Биография
Родился в деревне Ильинка  Прибайкальского района Бурятской АССР. В 1972 году окончил лечебный факультет Читинского государственного медицинского института.
С 1972 по 1984 год — врач-хирург, заведующий хирургическим отделением центральной районной больницы города Петровск-Забайкальский Читинской области.
С 1984 года работал в Северске Томской области, с 1993 года — заведующий курсом хирургических болезней факультета повышения квалификации Сибирского государственного медицинского университета (СибГМУ). С 2000 года — профессор кафедры общей хирургии СибГМУ. Руководитель НИИ гастроэнтерологии СибГМУ в г. Северске.
С 2001 года являлся депутатом Государственной думы Томской области, состоял во фракции «Единая Россия».